# Lev Xestov
Lev Xestov (rus: Лев Исаакович Шестов)  (Kíiv, 24 de gener de 1866 (Julià) - París, 19 de novembre de 1938) (nom complet amb patronímic Lev Issaàkovitx Xestov; en rus: Лев Исаа́кович Шесто́в), fou un filòsof existencialista rus.

## Biografia
Nascut amb el nom de Lev Issàakovitx Schwarzmann i de família jueva, Xestov és considerat el màxim exponent de l'existencialisme a Rússia. Va estudiar a Moscou i després va viure a Sant Petersburg fins a la Revolució Russa, després de la qual s'exiliaria a França fins a la seva mort.
La seva filosofia va estar inspirada per Friedrich Nietzsche pel que fa a l'anarquisme, però també va tenir la influència del significat religiós de Søren Kierkegaard i Blaise Pascal. Aquestes influències el van conduir a investigar la història de la filosofia occidental en els plantejaments crítics dels enfrontaments entre fe i raó, és a dir, la relació entre Jerusalem i Atenes, amb els màxims exponents de la filosofia i de la literatura, per així concloure que la primera té primacia sobre la segona quant a la solució dels problemes transcendentals de l'ésser humà.
Aquest plantejament consisteix en una crítica al racionalisme tant al secular com al religiós, del qual argumenta que la raó i el saber estan orgullosos i són una conseqüència del pecat original en l'antiguitat que, en comptes d'alliberar, oprimeix, de manera que l'existencialisme de Xestov és més aviat espiritual que no pas antropocèntric i subjectiu.
Xestov va estar al centre del debat filosòfic des de la seva arribada a França cap al 1920 i va mantenir converses amb alguns dels més destacats filòsofs europeus de l'època com Edmund Husserl, Martin Buber (amb qui discutí arran d'una conversa sobre Adolf Hitler), Karl Jaspers (amb qui mantingué una polèmica sobre Nietzsche) i Martin Heidegger, filòsof que conegué el 1928 a la casa de Husserl i que va ser convidat a la Sorbona a fer una conferència per mediació de Xestov, com pot llegir-se en la correspondència que tots dos van mantenir. Xestov va intentar donar a conèixer Heidegger a França, com havia fet amb el mestre Husserl abans. Va ser Xestov qui escrigué sobre ell per primera vegada per al públic francès i qui el convidà a fer unes conferències a França. Xestov va conèixer a Heidegger a través d'Edmund Husserl, qui li va recomanar que el llegís (Xestov àdhuc no l'havia llegit, igual que a Kierkegaard no l'havia llegit encara). Segons Husserl, Xestov havia de llegir a Kierkegaard i a Heidegger, perquè per a ell un no era més que el continuador de la filosofia de l'altre. Tots aquests testimoniatges es coneixen a través del deixeble de Xestov, Benjamin Fondane i el seu llibre Rencontres avec Léon Xestov. A més, la relació de Xestov amb Husserl i Heidegger és important perquè va ser arran d'una conversa entre els dos primers que li van sorgir les idees a Heidegger per escriure el seu famós text Was ist Metaphysik?. Pot llegir-se amb més detall el succeït en les seves reunions en la biografia de Lev Xestov que es va publicar en els anys 1990 a França per part de la seva filla.
Fernando Savater assenyala que, per a Xestov, l'ésser humà habita en aquest món com un presoner de la necessitat i l'irremeiable, sotmès a la injustícia, a l'aixafament dels més febles i finalment a la fatalitat de la mort, i que aspira a una llibertat que, encara desconeguda, es troba en la divinitat, en la possibilitat d'una espiritualitat on tot és possible. Per a Xestov, el seu rival intel·lectual és Baruch Spinoza, i els seus aliats Plotí, Martí Luter, Blaise Pascal i Fiódor Dostoievski.
La forma de filosofar de Xestov tindria repercussió i influències en alguns pensadors del segle XX com per exemple Albert Camus i Emil Cioran, qui va reconèixer que Xestov li havia deixat una profunda petjada. Com relata Sanda Stolojan en el prefaci de l'edició antològica de Lacrimi şi Sfinţi de Emil Cioran: «En les seves converses amb Xestov, Benjamin Fondane cita unes paraules de Xestov, segons les quals la millor manera de filosofar consisteix a "seguir tot sol el propi camí", sense utilitzar com a guia a un altre filòsof o, millor encara, a parlar de si mateix». Fondane afegeix: «el tipus del nou filòsof és el pensador privat, Job assegut sobre un femer». Cioran pertany a aquesta classe de pensadors.
Lev Xestov va influir en alguns pensadors del segle XX que així ho han reconegut com ara Rachel Bespaloff, Jean-Paul Sartre, Albert Camus, Martin Heidegger, Emmanuel Levinas, Georges Bataille, Maurice Blanchot, Gilles Deleuze, Emil Cioran, Eugen Ionesco i Vladimir Jankélévitch, entre d'altres.

## Obres
- Shakespeare i el seu crític Brandes (1898)
- Tolstoi i Nietzsche, Filosofia del ben (1900)
- Dostoievski i Nietzsche, Filosofia de la Tragèdia (1903)
- Apoteosi de l'infundat. Intent de pensament adogmático (1905)
- Els començaments i les finalitats. Recopilació d'articles (1908)
- Els grans desvetllaments. Recopilació d'articles (1912)
- Què és el bolxevisme? (1920)
- La nit de Getsemaní (1923)
- Potestas Clavium (1923)
- Sobre la balança de Job (1929)
- Kierkegaard i la Filosofia Existencial (1936)
- Atenes i Jerusalem (1938)
- Sola Fide. Luter i l'església (1960)
- De la Filosofia Medieval